# 259 Aletheia
Aletheia /æləˈθiːə/ (định danh hành tinh vi hình: 259 Aletheia) là một tiểu hành tinh rất lớn ở vành đai chính. Ngày 28 tháng 6 năm 1886, nhà thiên văn học người Mỹ gốc Đức Christian H. F. Peters phát hiện tiểu hành tinh Aletheia khi ông thực hiện quan sát tại Đài quan sát Litchfield, Clinton, New York và đặt tên nó theo tên nữ thần sự thật Aletheia trong thần thoại Hy Lạp.
Tiểu hành tinh Aletheia tối và thuộc kiểu X (Tholen: kiểu CP) có thành phần cấu tạo không đồng nhất có lẽ là cacbonat nguyên thủy.
Richard P. Binzel và Schelte Bus đã cho biết thêm về tiểu hành tinh này trong một nghiên cứu sóng ánh sáng xuất bản năm 2003. Dự án đó gọi là Small Main-belt Asteroid Spectroscopic Survey, Phase II hay SMASSII, dựa trên việc nghiên cứu các tiểu hành tinh vành đai chính trước đây. Dữ liệu quang phổ về bước sóng có thể thấy được (0,435-0,925 micromét), đã được thu thập từ tháng 8 năm 1993 tới tháng 3 năm 1999.
Dữ liệu đường cong ánh sáng cũng đã được các nhà quan sát ở đài thiên văn Antelope Hill - đài thiên văn chính thức, do Trung tâm Tiểu hành tinh chỉ định - ghi.